# Thysanactis
Thysanactis is een monotypisch geslacht van straalvinnige vissen uit de familie van Stomiidae.

## Soort
- Thysanactis dentex Regan & Trewavas, 1930